# Le Serment de Rio Jim
Pour les articles homonymes, voir Bargain (homonymie).
Pour plus de détails, voir Fiche technique et Distribution.
Le Serment de Rio Jim (The Bargain) est un western muet américain réalisé par Reginald Barker, sorti en 1914.
Ce film, premier western de William S. Hart, est inscrit au National Film Registry de la Bibliothèque du Congrès depuis 2010.

## Synopsis
Le bandit Jim Stokes, traqué par le shérif Bud Walsh, est recueilli blessé par Phil Brent et sa fille Nell. Tombé amoureux de celle-ci, il l'épouse et renonce à sa vie de hors-la-loi...

## Fiche technique
- Titre : Le Serment de Rio Jim
- Titre original : The Bargain
- Réalisation : Reginald Barker
- Scénario : William H. Clifford et Thomas H. Ince
- Photographie : Robert Newhard et Joseph H. August (non crédité)
- Producteur : Thomas H. Ince
- Société de production : New York Motion Picture
- Société de distribution : Paramount Pictures
- Pays de production :  États-Unis
- Langue : Anglais
- Format : Noir et blanc- Muet
- Genre : Western
- Durée : 70 min
- Date de sortie : 
  - États-Unis : 3 décembre 1914

## Distribution
- William S. Hart : Jim Stokes
- J. Frank Burke : Shérif Bud Walsh
- Clara Williams : Nell Brent
- J. Barney Sherry : Phil Brent
- Joseph J. Dowling : Révérend Joshua Wilkes
- Lewis Stone : rôle non spécifié